# إيدلسان (إدلسان)
إيدلسان هي إحدى مشيخات المملكة المغربية، تتبع جغرافيا لإقليم ورززات وإداريًا لإدلسان. يقدر عدد سكانها بـ 2977 نسمة حسب الإحصاء الرسمي للسكان والسكنى لسنة 2004.